# Isole Cook ai Giochi della XXX Olimpiade
Le Isole Cook hanno partecipato ai Giochi della XXX Olimpiade di Londra, che si sono svolti dal 27 luglio al 12 agosto 2012, con una delegazione di 8 atleti.

## Atletica leggera
| Atleta        | Gara  | Batterie | Batterie | Quarti          | Quarti          | Semifinali      | Semifinali      | Finale          | Finale          |
| Atleta        | Gara  | Tempo    | Pos.     | Tempo           | Pos.            | Tempo           | Pos.            | Tempo           | Pos.            |
| ------------- | ----- | -------- | -------- | --------------- | --------------- | --------------- | --------------- | --------------- | --------------- |
| Patrick Tuara | 100 m | 11"72    | 8º       | Non qualificato | Non qualificato | Non qualificato | Non qualificato | Non qualificato | Non qualificato |

| Atleta        | Gara  | Batterie | Batterie | Quarti          | Quarti          | Semifinali      | Semifinali      | Finale          | Finale          |
| Atleta        | Gara  | Tempo    | Pos.     | Tempo           | Pos.            | Tempo           | Pos.            | Tempo           | Pos.            |
| ------------- | ----- | -------- | -------- | --------------- | --------------- | --------------- | --------------- | --------------- | --------------- |
| Patricia Taea | 100 m | 12"47    | 3ª       | Non qualificata | Non qualificata | Non qualificata | Non qualificata | Non qualificata | Non qualificata |

## Canoa Kayak

### Velocità
Maschile
| Atleta        | Evento    | Batterie | Batterie   | Semifinali      | Semifinali      | Finale          | Finale          |
| Atleta        | Evento    | Tempo    | Classifica | Tempo           | Classifica      | Tempo           | Classifica      |
| ------------- | --------- | -------- | ---------- | --------------- | --------------- | --------------- | --------------- |
| Joshua Utanga | K-1 200m  | 38'966   | 6º         | Non qualificato | Non qualificato | Non qualificato | Non qualificato |
| Joshua Utanga | K-1 1000m | 4'32"064 | 8º         | Non qualificato | Non qualificato | Non qualificato | Non qualificato |

### Slalom
Femminile
| Atleta        | Evento | Qualificazioni | Qualificazioni | Qualificazioni | Qualificazioni | Qualificazioni | Qualificazioni | Semifinali      | Semifinali      | Semifinali      | Finale          | Finale          | Finale          | Totale          | Classifica      |
| Atleta        | Evento | 1° Manche      | Class.         | 2° Manche      | Class.         | Totale         | Class.         | Penalità        | Tempo           | Class.          | Penalità        | Tempo           | Classifica      | Totale          | Classifica      |
| ------------- | ------ | -------------- | -------------- | -------------- | -------------- | -------------- | -------------- | --------------- | --------------- | --------------- | --------------- | --------------- | --------------- | --------------- | --------------- |
| Ella Nicholas | K-1    | 118,69         | 15ª            | 18,29          | 16ª            | 118.29         | 18ª            | Non qualificata | Non qualificata | Non qualificata | Non qualificata | Non qualificata | Non qualificata | Non qualificata | Non qualificata |

## Nuoto
Le Isole Cook ha ottenuto due "Universality places" dalla Federazione internazionale del nuoto.
Maschile
| Atleta               | Evento           | Batteria | Batteria   | Semifinale      | Semifinale      | Finale          | Finale          |
| Atleta               | Evento           | Tempo    | Classifica | Tempo           | Classifica      | Tempo           | Classifica      |
| -------------------- | ---------------- | -------- | ---------- | --------------- | --------------- | --------------- | --------------- |
| Zachary Tepaia Payne | 50m stile libero | 25"26    | 41º        | Non qualificato | Non qualificato | Non qualificato | Non qualificato |

Femminile
| Atleta        | Evento           | Batteria | Batteria   | Semifinale      | Semifinale      | Finale          | Finale          |
| Atleta        | Evento           | Tempo    | Classifica | Tempo           | Classifica      | Tempo           | Classifica      |
| ------------- | ---------------- | -------- | ---------- | --------------- | --------------- | --------------- | --------------- |
| Celeste Brown | 50m stile libero | 29"36    | 54ª        | Non qualificata | Non qualificata | Non qualificata | Non qualificata |

## Sollevamento pesi
Femminile
| Atleta       | Evento | Strappo   | Strappo    | Slancio   | Slancio    | Totale | Classifica |
| Atleta       | Evento | Risultato | Classifica | Risultato | Classifica | Totale | Classifica |
| ------------ | ------ | --------- | ---------- | --------- | ---------- | ------ | ---------- |
| Luisa Peters | +75 kg | 82        | 13ª        | 100       | 13ª        | 182    | 12ª        |

## Vela
Femminile
| Atleta          | Evento       | Regata | Regata | Regata | Regata | Regata | Regata | Regata | Regata | Regata | Regata | Regata | Punteggio | Classifica |
| Atleta          | Evento       | 1      | 2      | 3      | 4      | 5      | 6      | 7      | 8      | 9      | 10     | 11     | Punteggio | Classifica |
| --------------- | ------------ | ------ | ------ | ------ | ------ | ------ | ------ | ------ | ------ | ------ | ------ | ------ | --------- | ---------- |
| Helema Williams | Laser Radial | 41     | 40     | 39     | 40     | 40     | 28     | 39     | 39     | 34     | 40     | EL     | 339       | 41ª        |